# Stranded Rekords

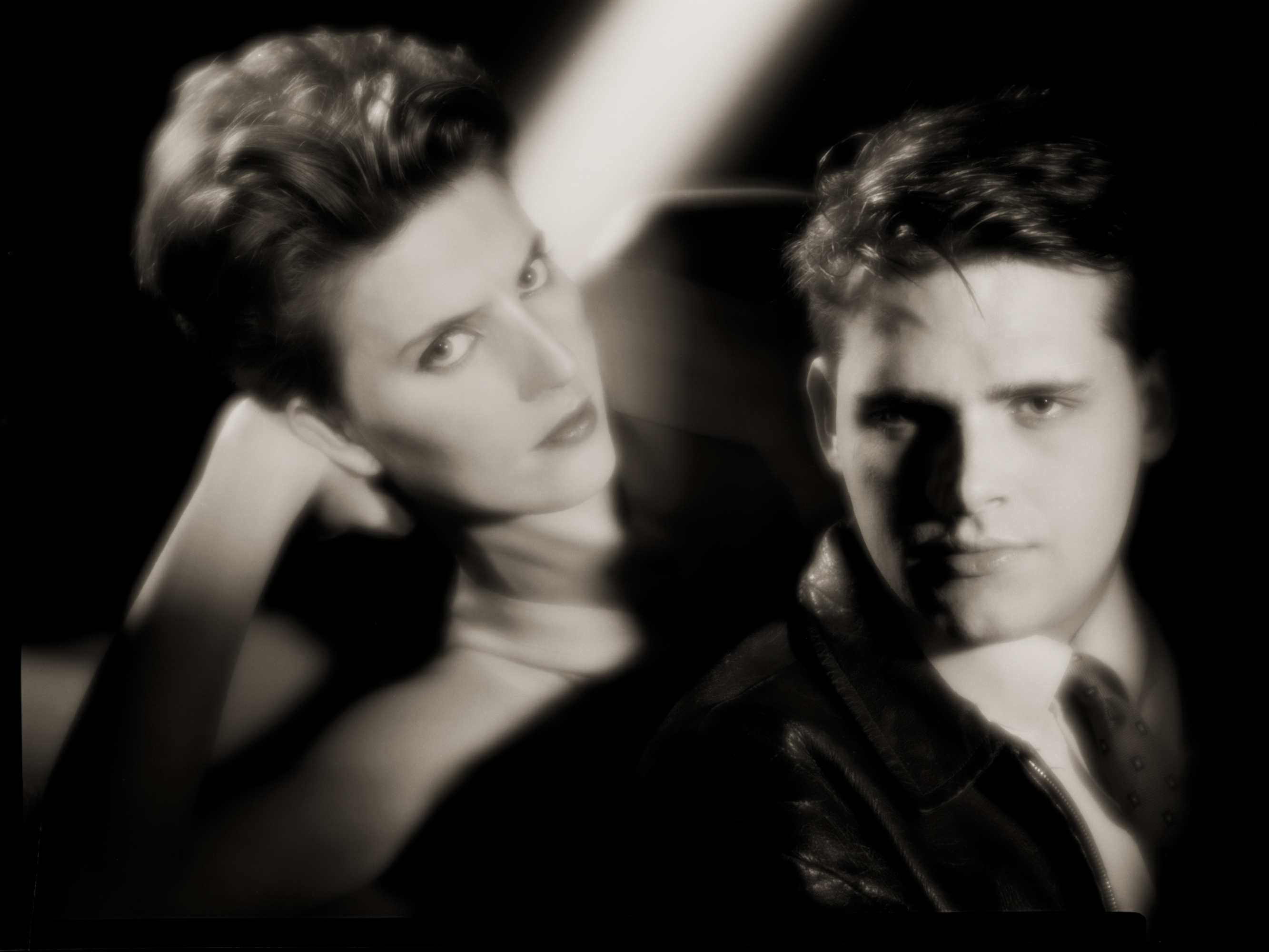
Mockba Music gav ut tre singlar och ett album på Stranded Rekords. Tom Wolgers till höger var även med i Lustans Lakejer.

Stranded Rekords, ibland bara kallat Stranded, är ett svenskt skivbolag som grundades 1979 av Klas Lunding och Anders Tapper. Skivbolaget startades som en fortsättning på fanzinet Stranded, som Lunding startat 1978 i Stockholm, som publicerade texter om den nya musikstilen punk och new wave.
Strandeds första skivsläpp var EP:n Live På Musikverket med sju punkband och EP:n I Köket Desperat med det experimentella punk- och industribandet Plast, som gavs ut 1980. Skivbolaget kom att ge ut artister som Incest Brothers, Travolta Kids, Ratata, Lustans Lakejer, Reeperbahn, Niels Jensen, N-Liners, Di Leva, Zzzang Tumb, Mockba Music och Viva!. Skivbolagets devis var "stil, skönhet och elegans". Polar Music, via Marie och Stikkan Anderson, köpte in sig i bolaget 1982, för att helt ta över 1984 och sedan lägga ned bolaget 1986.
År 2010 återuppstod bolaget som en del av Universal Music. Bolaget drivs återigen av Klas Lunding tillsammans med Ismail Samie och de har signat artister som Håkan Hellström, Anna Järvinen, Graveyard, Jay-Jay Johanson, Ram Di Dam och Killabite.
Bolagsnamnet stavas med en försvenskad version av engelskans "records", dvs rekords med "K". Dock finns det tillfällen när bolagsnamnet ändå har stavats med "C", exempelvis på etiketten till Lustans Lakejers LP En plats i solen 1982. Även bolagets nuvarande webbplats har adressen www.strandedrecords.se. Det finns också ett antal andra mindre skivbolag som kallats sig Stranded Records som inte har något med det svenska bolaget att göra.

## Diskografi i urval
Singlar
- Various – Live på Musikverket 7" EP (REK 001), 1980
- Plast – I köket desperat 7" (REK 002), 1980
- Lustans Lakejer – Diamanter är en flickas bästa vän 12" (REK 003), 1980
- Gigolos – Ja vill va i Moskwa 7" (REK 004), 1980
- Lustans Lakejer – Kärlekens nöjen 7" (REK 006), 1980
- Silicon Carne – Existens 7" (REK 008), 1981
- Schnabel – Fröken ur / Herre med portfölj 7" (REK 009), 1981
- Lustans Lakejer – Skuggan av ett tvivel 7" (REK 010), 1981
- Ratata – För varje dag 7" (REK 011), 1981
- Lustans Lakejer – Stilla nätter 7" (REK 012), 1981
- Viva! – Delfiner 7" (REK 013), 1981
- Ratata – Ögon av is 7" (REK 015), 1982
- Lustans Lakejer – Diamanter 7" (REK 016), 12" (12REK 016), 1982
- Easy Action – Om jag vore kung (över hela världen) 7" (REK 017), 1982
- Viva! – Du som ingen förstod 7" (REK 018), 1982
- Mockba Music – In från kylan 7" (REK 019), 1982
- Tora! Tora! – Hon ler när regnet faller 7" (REK 020), 1982
- Ratata – Doktor kärlek 7" (REK 021), 1982
- Lustans Lakejer – En främlings ögon 7" (REK 022), 1982
- Reeperbahn - Marrakesh 7" (REK 023), 1982
- Ratata – TV-apparat 7" (REK 024), 1982
- Mockba Music – Någon som du 7" (REK 025), 1982
- Zzzang Tumb – En gång till 7" (REK 026), 1982
- Ratata – En timmes panik / Jackie (REK 027), 1982
- Johan Vävare & Tango – Nu tändas åter ljusen i min lilla stad 7" (REK 028), 1982
- Demian D – Moderna män 7" (REK 029), 1983
- Di Leva – Om jag vill 7" (REK 038), 1983
- Ratata – Jackie 7" (REK 030), 1983
- Reeperbahn – Vackra livet 7" (REK 031), 1983
- Zzzang Tumb – Dans 7" (REK 033), 1983
- Lustans Lakejer – Läppar tiger (ögon talar) 7" (REK 034), 1983
- Giant Steppers – Push Jimmy Bond push 7" (REK 035), 1983
- Mockba Music – Exil 12" (12REK 036/IVM4), 1983
- Ratata – Något jag måste säga 7" (REK 039), 1983
- Viva! – Jag hör dom viska 7" (REK 041), 1983
- Ratata – Soulboy 7" (REK 042), 12" (12REK 042), 1983
- Heinz & Young – No matter at all 7" (REK 046), 1983
- Papaï – Katakomberna 7" (REK 047), 1983
- Lustans Lakejer – Good as Gold 7" (REK 051), 12" (12REK 051), 1984
- Ratata – Någonting (REK 052) 7", 12" (12REK 055) 1984
- Indochine – Kao Bang 7" (REK 065), 12" (12REK 065), 1984

Album
- Various – Popjob (EKO 101), 1980
- Lustans Lakejer – Lustans Lakejer (EKO 102), 1981
- Lustans Lakejer – Uppdrag i Genève (EKO 105), 1981
- Ratata – Ratata (EKO 106), 1982
- Various – 37 minuter i Stockholm (KOD 107), 1982
- Viva! – I splitter av ljud (EKO 108), 1982
- Lustans Lakejer – En plats i solen (EKO 109), 1982
- Ratata – Jackie (EKO 110), 1982
- Reeperbahn – Peep-Show (EKO 111), 1982
- Zzzang Tumb – Zzzang Tumb (EKO 112), 1983
- Ratata – Äventyr (EKO 116), 1983
- Reeperbahn – Intriger (EKO 118), 1983
- Mockba Music – Mockba Music (EKO 115), 1984
- Heinz & Young – Buzzbuzzboys (EKO 121), 1984
- Viva! – Flykten (EKO 122), 1984
- Lustans Lakejer – Lustavision (EKO 123), 1984
- Ratata – Paradis (EKO 128), 1984
- Indochine – La péril jaune (EKO 129), 1984
- Lustans Lakejer – Sinnenas Rike (EKO 132), 1985
- Ratata – Sent i september (EKO 133), 1985